# Bronowo Małe
Bronowo Małe – nieoficjalny przysiółek wsi Stańkowo w Polsce położony w województwie pomorskim, w powiecie kwidzyńskim, w gminie Prabuty.
W latach 1975–1998 miejscowość administracyjnie należała do województwa elbląskiego.